# Schöninger Speere

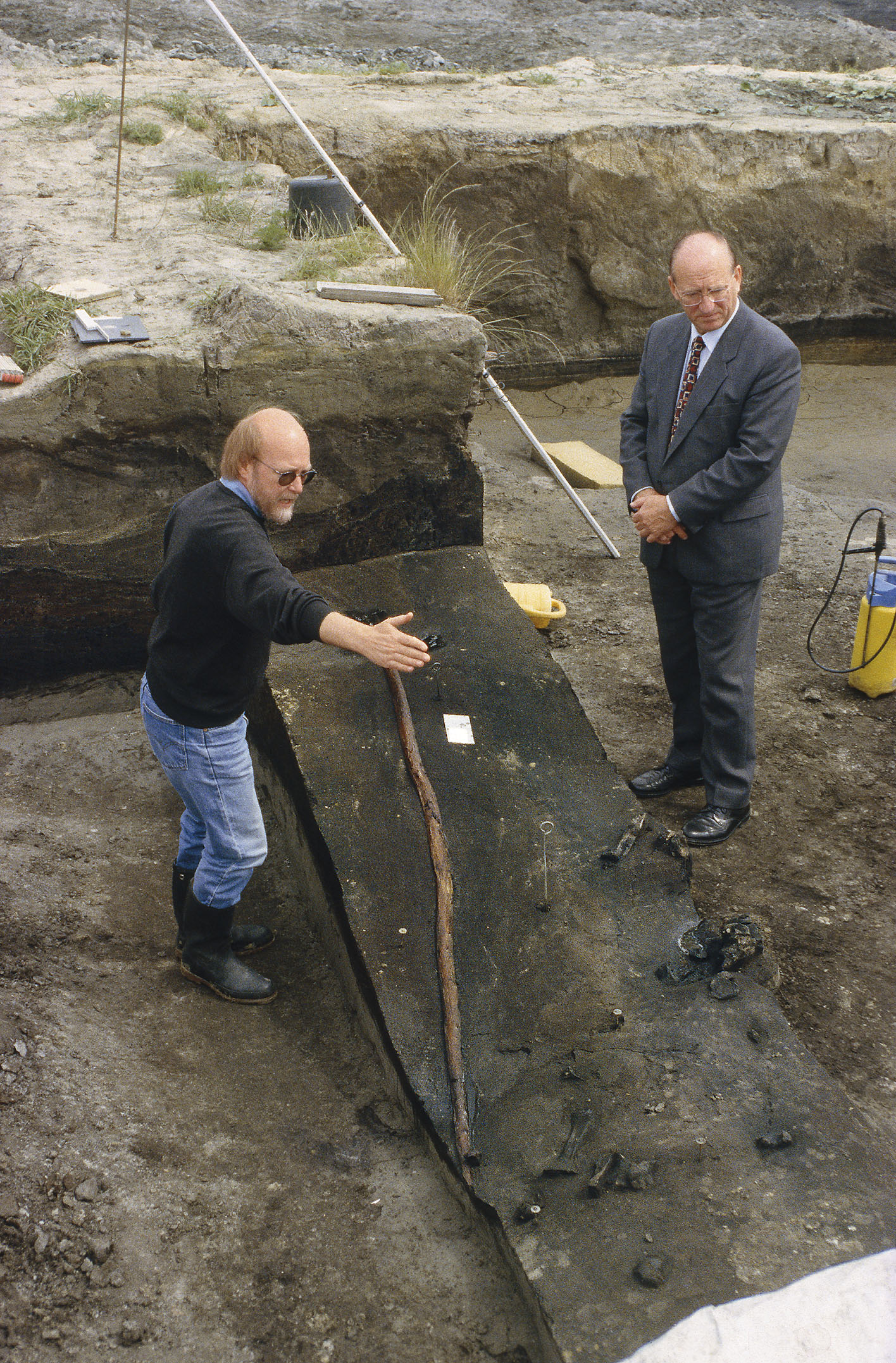
Der Archäologe Hartmut Thieme erläutert dem Bergwerksdirektor der Braunschweigischen Kohlen-Bergwerke Klaus Friedrich die Fundsituation von Speer VI (1997)

Als Schöninger Speere werden neun hölzerne Wurfspeere und eine ursprünglich als Speer angesehene Stoßlanze aus Holz bezeichnet, die aus der Altsteinzeit stammen. Sie wurden zwischen 1994 und 1998 am Rande von Schöningen in Niedersachsen auf einer archäologischen Ausgrabungsstätte im Tagebau Schöningen gemeinsam mit weiteren Stein- und Holzartefakten, wie einem beidseitig angespitzten Stab und dem Wurfstock von Schöningen, entdeckt. Absolute Datierungsverfahren ergaben ein Alter der Funde von 290.000 bis 337.000 Jahren, während Aminosäuremessungen auf ein Alter von rund 200.000 Jahre hinweisen. Die Ausgrabung an der Fundstelle leitete bis 2009 der Archäologe Hartmut Thieme vom Niedersächsischen Landesamt für Denkmalpflege.
Die Schöninger Speere sind die ältesten vollständig erhaltenen Jagdwaffen der Welt und ein wichtiger Beleg für die aktive Jagd des frühen Menschen. Sie befinden sich in einem eigens für sie errichteten Museum, dem vormaligen paläon, jetzt Forschungsmuseum Schöningen.

## Fundstelle

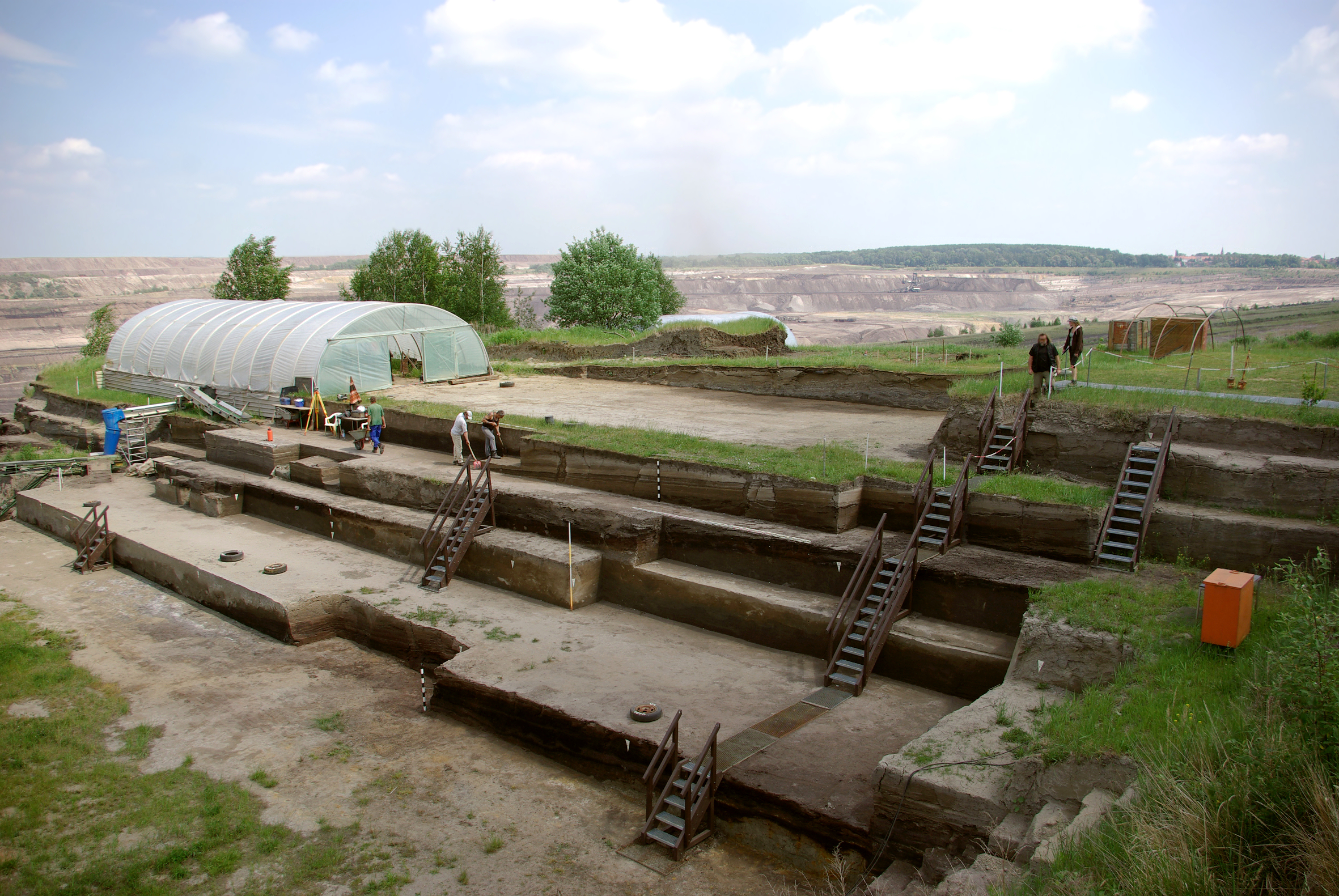
Ausgrabungsarbeiten auf dem sogenannten Speersockel, der vom Braunkohletagebau ausgespart blieb, 2012

Die Fundstelle der Speere (Schöningen 13 II Verlandungsfolge 4) liegt innerhalb des Braunkohletagebaus Schöningen in etwa 10 Meter Tiefe unter der ursprünglichen Geländeoberfläche. Sie befindet sich an der Tagebaukante auf einem 50 × 60 Meter großen Geländesockel, der vom Abbau durch die Braunschweigische Kohlen-Bergwerke AG ausgespart wurde. Der Sockel ragt an drei Seiten in das Tagebauloch hinein. Die auch als Speersockel bezeichnete Fläche ist eine von dreizehn altsteinzeitlichen Fundplätzen im Braunkohlentagebau Schöningen Süd, die im Zuge der Prospektion der quartären Deckschichten von 1992 bis 2009 ausgegraben wurden. Der rund 3900 m² große Grabungssockel repräsentiert einen kleinen Ausschnitt einer ehemaligen Uferzone, die über Jahrtausende – zwischen Elster- und Saaleeiszeit – von Menschen und Tieren aufgesucht wurde. Der Sockel weist fünf mächtige Schichtpakete (Verlandungszonen) auf, die durch schwankende Wasserstände des Sees und Verlandungsprozesse entstanden sind. In der Abfolge der Verlandungszonen sind Veränderungen des Klimas von einer warmtrockenen Phase mit lichten Laubwäldern zu einer Kältesteppe deutlich abzulesen.
Der schnellen, luftdichten Bedeckung der Fundschichten durch Mudden ist die außergewöhnlich gute Erhaltung der organischen Materialien zu verdanken. Für die weitere Fundkonservierung sorgte die Lage unter dem Grundwasserspiegel, der erst durch den Schöninger Braunkohle-Tagebau ab 1979 künstlich gesenkt wurde. Die Speere und die weiteren Fundstücke stammen aus dem sogenannten Speerhorizont. Das ist eine annähernd 10 Meter breite und 125 Meter lange Grabungsfläche parallel zum ehemaligen Seeufer in der Verlandungszone 4 aus der Epoche der ausgehenden Holstein-Warmzeit.
Das Alter der Funde wurde zunächst mit rund 400.000 Jahren angegeben, andere Datierungsansätze kamen hingegen auf etwa 270.000 Jahre. Spätere Thermolumineszenz- und Uran-Thorium-Datierungen an den Schichten unterhalb des Speerfundhorizontes geben den Funden ein Maximalalter von 290.000 bis 337.000 Jahre. Dem gegenüber verweisen Aminosäuremessungen an den Gehäusedeckeln der Süßwasserschnecke Bithynia und an Muschelkrebsen aus dem Speerfundhorizont auf ein Alter von 200.000 Jahren hin.

## Speere

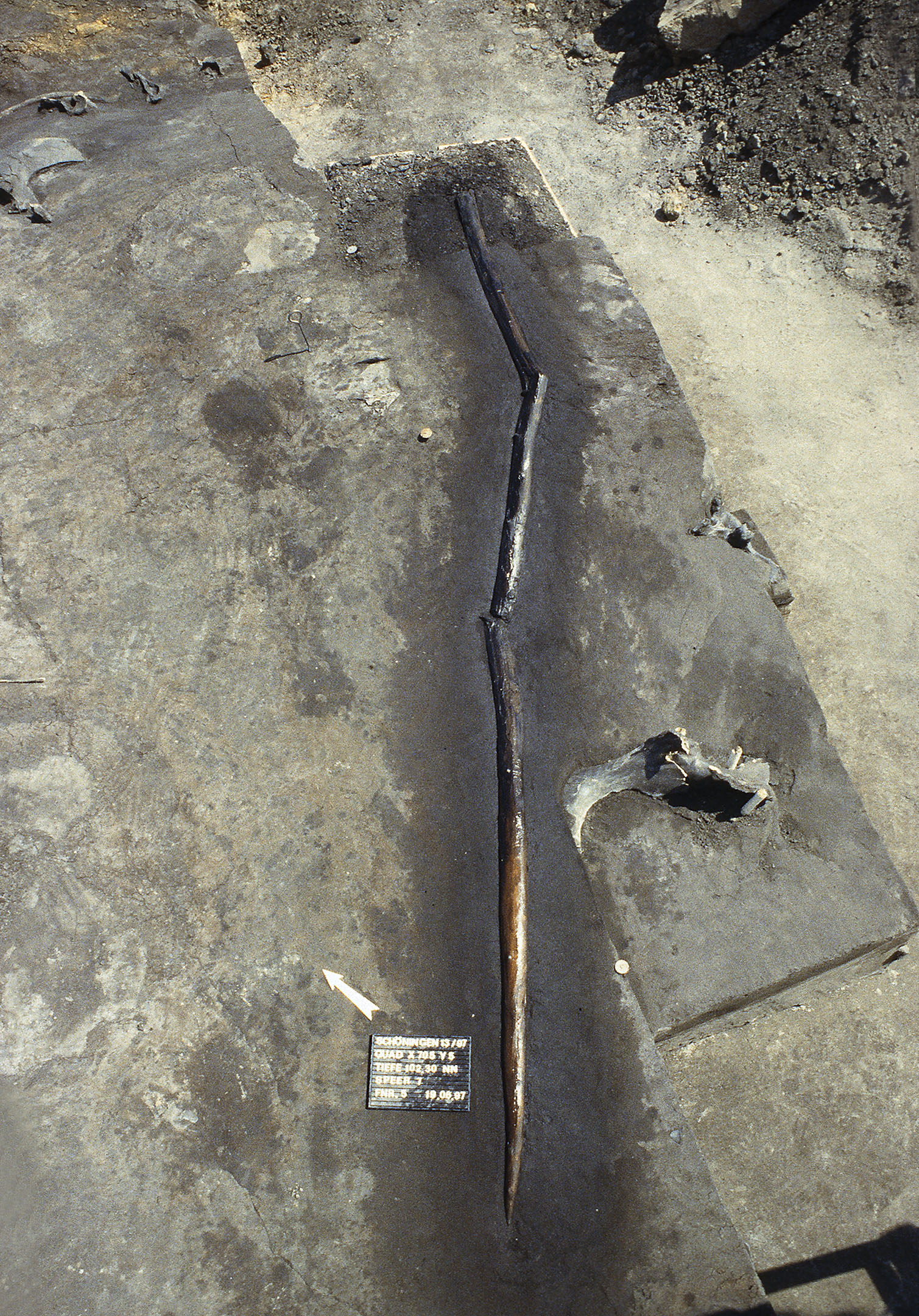
Speer VII in Fundlage, 1997

Unter den 10 gefundenen Speeren befindet sich eine hölzerne Stoßlanze mit einer Länge von 2,53 m, die ursprünglich auch als ein Speer angesehen wurde. Die Speere sind, mit einer Ausnahme, aus schlanken, geraden Fichtenstämmchen gearbeitet. Speer IV ist aus Kiefernholz gefertigt. Die Wahl von Nadelhölzern für die Herstellung ist vor allem klimatisch bedingt, da deren lokales Vorkommen im kühleren Klima am Ende des Interglazials nachgewiesen ist. Der Durchmesser der Speere liegt zwischen rund 2,5 und 5 cm bei einem Baumalter zwischen etwa 20 und 60 Jahren. Obwohl es sich bei den verwendeten Holzarten Fichte und Kiefer um Weichholz handelt, bestehen die Speere aus langsam gewachsenen, festen Hölzern, die sich unter wenig günstigen klimatischen Bedingungen gebildet haben. Die Archäologen vermuten, dass die Hölzer von einem Standort mit erschwerten Wachstumsbedingungen, wie dem Elm oder dem Harz, stammen.
Die Speere weisen Längen zwischen rund 1,80 m und 2,30 m auf und sind aufgrund des auflastenden Sedimentdrucks leicht deformiert. Sie sind sehr sorgfältig bearbeitet und zeugen von hohem technologischen Können und einer handwerklichen Tradition. Wie bei heutigen Wettkampfspeeren liegt der größte Durchmesser und damit der Schwerpunkt im vorderen Drittel des Schaftes. Die Spitzenpartien sind symmetrisch aus der Basis der Stämmchen gearbeitet, wobei die Spitzenenden gezielt seitlich neben dem zentralen Mark, dem schwächsten Teil des Stammes, ausgebildet wurden.
In ihren Wurfeigenschaften sind die Schöninger Holzspeere modernen Wettkampfspeeren ebenbürtig. Bei Tests konnten Sportler originalgetreue Nachbauten bis zu 70 Meter weit werfen. Forscher des University College London stellten nach Würfen von Nachbauten durch trainierte Athleten fest, dass Speerwürfe auf 20 Meter für Großwild tödlich waren.
| Speer | Länge  | Durchmesser | Holzart | Baumalter   | Besonderheiten                                                                                                 |
| ----- | ------ | ----------- | ------- | ----------- | --- |
| I     | 221 cm | 4,7 cm      | Fichte  | 53 Jahre    | Der massivste Speer                                                                                            |
| II    | 229 cm | 3,7 cm      | Fichte  | 45–55 Jahre | Stellenweise Basterhaltung, Schlagzeit im Frühsommer                                                           |
| III   | 184 cm | 2,9 cm      | Fichte  | 33 Jahre    | Der kürzeste Speer, Schlagzeit im Sommer                                                                       |
| IV    | 119 cm | 2,9 cm      | Kiefer  | 18 Jahre    | Nur in Fragmenten von 4 Teilen bis 119 cm erhalten                                                             |
| V     | 206 cm | 2,9 cm      | Fichte  | 49 Jahre    | Sorgfältige Glättung der Holzoberfläche mit einem Werkzeug aus Feuerstein, Schlagzeit wahrscheinlich im Sommer |
| VI    | 253 cm | 4 cm        | Fichte  | 57 Jahre    | Lanze, ursprünglich als Wurfspeer angesehen, Schlagzeit im Spätsommer                                          |
| VII   | 203 cm | 3 cm        | Fichte  | 31 Jahre    | Statt Konservierung erfolgt eine Aufbewahrung in sterilem Wasser, Schlagzeit im Sommer                         |
| VIII  |        |             | Fichte  |             | Nur Spitze erhalten                                                                                            |
| IX    |        |             | Fichte  |             | Nur Spitze erhalten                                                                                            |
| X     | 142 cm | 2,4 cm      | Fichte  | 60 Jahre    | Nur in Fragmenten von 5 Teilen bis 142 cm erhalten                                                             |

## Weitere Holzwaffen
Bei einem in der Fundschicht der Speere entdeckten Holzstock ist die Funktion nicht eindeutig geklärt. Der beidseitig angespitzte Stock von 78 Zentimeter Länge wurde 1994 als erstes bearbeitetes Holzgerät gefunden. Interpretationen reichen vom Wurfholz über Grabstock bis zum Allzweckwerkzeug. Dagegen wurde ein gleichartiges, 2016 innerhalb derselben Fundschicht freigelegtes Holzgerät anhand von Gebrauchsspuren als Wurfstock von Schöningen identifiziert. Es ist rund 65 Zentimeter lang und hat einen Durchmesser von 2,9 Zentimetern. Die Enden des rund 260 Gramm schweren und leicht gebogenen Stocks sind angespitzt. Wissenschaftler vermuten anhand der Knochenfunde von Schwänen und Enten an der Fundstelle eine frühere Verwendung bei der Jagd auf Wasservögel. Ebenso soll der Wurfstock zum Treiben von Beutetieren, zum Beispiel von Pferden, bei der Jagd geeignet gewesen sein.

## Weitere Fundstücke

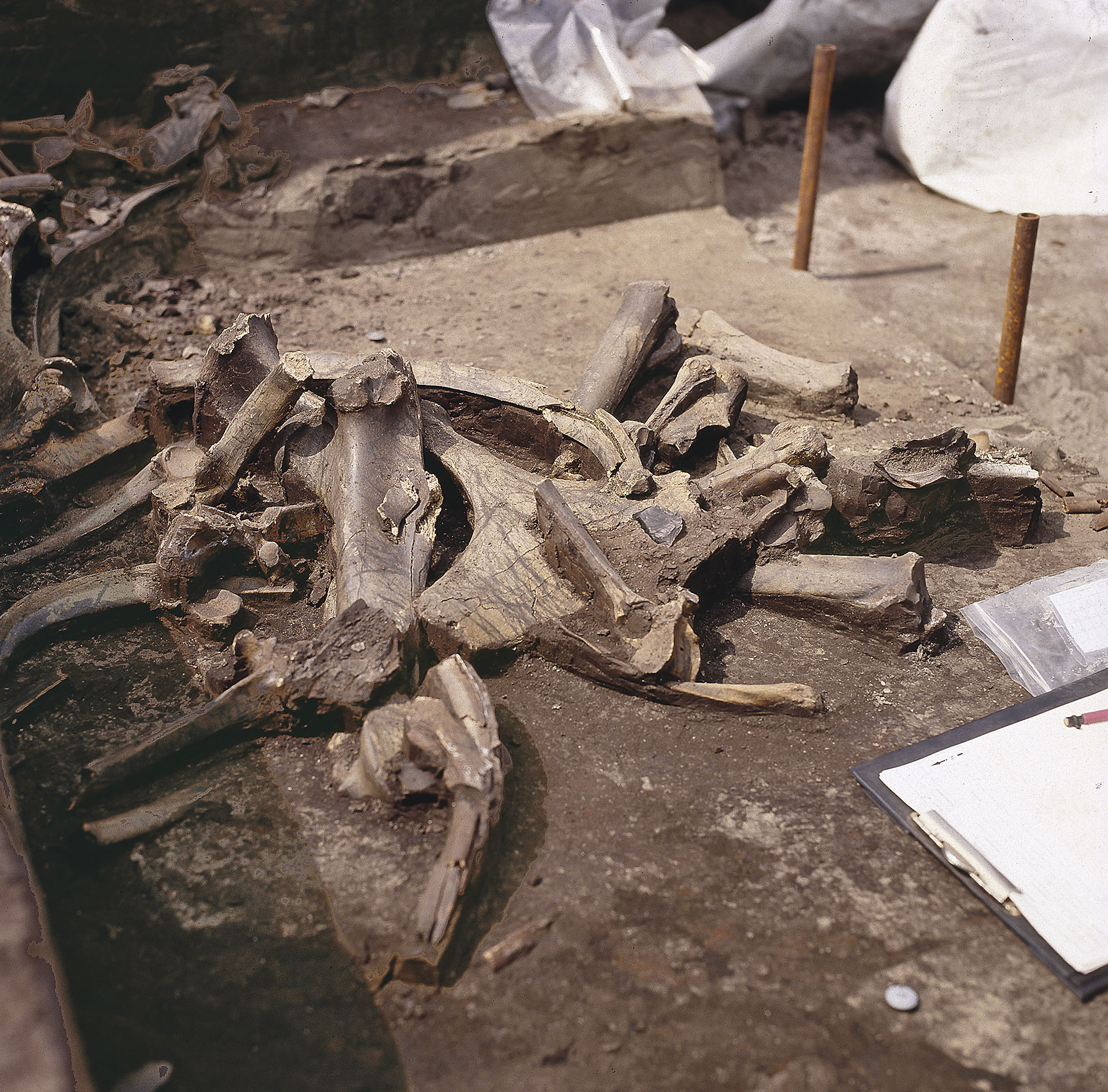
Tierknochenreste in der Fundschicht der Speere

Zu den mit den Speeren vergesellschafteten Funden im Speerhorizont zählen ein angekohlter Holzstab („Bratspieß“), Steinartefakte und Skelette von Wildpferden sowie Knochen von Rindern, Hirschen, Nashörnern und Elefanten. Von den rund 12.000 gefundenen Tierknochen stammen über 90 Prozent vom Pferd, gefolgt von Rothirsch und Wisent. Die Pferdeknochen gehören zum Mosbacher Pferd und lassen auf mindestens 20 Individuen schließen. Sie weisen zahlreiche Schnittspuren von Steingeräten, aber nur geringe Spuren von Tierfraß auf. Schlagspuren an den Pferdeknochen belegen, dass sie zum Teil als Werkzeug ähnlich einem Hammer benutzt wurden. Mittels Rasterelektronenmikroskop konnte Thijs van Kolfschoten von der Universität Leiden feine Steinsplitter in einzelnen Knochen nachweisen. Bis dahin wurde die regelhafte Nutzung von derlei Knochenwerkzeugen erst für die Zeit vor etwa 40.000 Jahren angenommen.
In der Fundschicht der Speere lagen rund 1500 Steinartefakte aus Feuerstein, die wegen der Steinarmut am früheren Seeufer vom Menschen dorthin verbracht sein dürften. Bei rund 30 Stücken handelt es sich um Steingeräte, wie Schaber, Spitzen und Messer. Zahlreiche Retuschierabfälle belegen das Nacharbeiten der mitgebrachten Steingeräte, und ein Teil der Feuersteinobjekte gehört zu einer Grauzone zwischen Artefakt und Naturprodukt.

## Vergleichsfunde
Holzartefakte aus der Altsteinzeit sind äußerst selten überliefert. Neben Schöningen sind Funde aus Clacton-on-Sea (Südengland), Torralba (Spanien), Ambrona (Spanien), und Bad Cannstatt (Baden-Württemberg) bekannt, wobei nur das als Lanzenbruchstück interpretierte Holz von Clacton-on-Sea noch erhalten ist. Die kalzifizierten Hölzer vom Fundplatz Bilzingsleben sind in ihrem Artefaktcharakter umstritten. Die ebenfalls aus Niedersachsen stammende hölzerne Stoßlanze aus Lehringen dagegen ist mit einem Alter von rund 125.000 Jahren sehr viel jünger. Mit ihr wurde wahrscheinlich ein Waldelefant erlegt, unter dessen Skelett sie gefunden wurde.
2012 berichtete ein internationales Forscherteam in der Fachzeitschrift Science, dass Funde aus Südafrika darauf hindeuten, dass Individuen der Gattung Homo möglicherweise bereits vor 500.000 Jahren Großwild mit aufwändig hergestellten Speeren jagten. Dies soll mittels geschärfter Steinspitzen an Holzschäften erfolgt sein. Paläoanthropologen der University of Toronto hatten rund 200 Spitzen aus eisenhaltigem Gestein untersucht, die aus einer etwa 500.000 Jahre alten Erdschicht nahe Kathu in Südafrika stammten. Mehrere Indizien sprechen dafür, dass sie als Speerspitzen gedient haben könnten.

## Interpretation und Bedeutung
Die Fundstelle interpretiert der Ausgräber Hartmut Thieme als Wildpferde-Jagdlager. Die Fundsituation sei Zeugnis eines oder mehrerer Jagdereignisse sowie der daran anschließenden Zerlegung und Aufbereitung der Beute mit Steinwerkzeugen. Seinen Hypothesen zufolge gab das dichte Schilf am Seeufer den Jägern Deckung, aus der die Pferde, eingekeilt zwischen Jägern und See, mit gezielten Speerwürfen erlegt wurden. Da sich unter den Pferdeknochen auch Reste von Jungtieren befinden, schließt er auf eine Jagd im Herbst. Weiter sieht er in den zwischen den Überresten der Jagdbeute zurückgelassenen Speeren Hinweise auf eine rituelle Handlung.
Die Speere und der Fundplatz Schöningen haben das Bild der kulturellen und sozialen Entwicklung des frühen Menschen revolutioniert. So konnte die ehemals weit verbreitete Forschungsmeinung widerlegt werden, nach welcher der Homo heidelbergensis (ein naher Verwandter des Homo erectus) und sogar noch der sehr viel jüngere Neandertaler primitive, sprachlose Wesen gewesen seien, die sich von Pflanzen und Aas ernährten. Denn die Speere und ihr Fundzusammenhang mit einer Lanze und einem Wurfstock zeugen von hohen technologischen Fähigkeiten und liefern den ersten eindeutigen Beleg für eine aktive (Großwild-)Jagd. Sie belegen, dass Frühmenschen schon vor 300.000 Jahren effektive Jäger waren und über ein breitgefächertes Arsenal an hölzernen Jagdwaffen verfügten. Eine erfolgreiche Jagd auf schnell fliehende Herdentiere ist ohne ausgefeilte Jagdstrategien, ohne komplexes Sozialgefüge und ohne entwickelte Formen der Kommunikation nicht denkbar. Schon Homo heidelbergensis verfügte damit möglicherweise über intellektuelle und kognitive Fähigkeiten wie das vorausschauende, planende Denken und Handeln, die zuvor erst dem modernen Menschen (Homo sapiens) zugeschrieben wurden.

### Bewerbung als Welterbestätte
2016 stieß die Stadt Schöningen den Prozess zur Aufnahme der Fundstätte der Schöninger Speere als UNESCO-Welterbe an. Begründet wurde dies damit, dass die Speere ein wichtiges Zeugnis der frühen Menschheitsgeschichte seien und sich mit ihnen erstmals die kognitiven Fähigkeiten des Frühmenschen nachweisen ließen. Im Jahre 2021 nominierte das Bundesland Niedersachsen die Fundstätte für die deutsche Tentativliste bei UNESCO-Welterbeanträgen, die die Kultusministerkonferenz der Länder 2023 in die deutsche Anmeldeliste aufnahm. Sie wird 2026 beim Welterbezentrum in Paris eingereicht.
Den Bewerbungsprozess für das UNESCO-Welterbe übernehmen das Niedersächsische Landesamt für Denkmalpflege, das seit 2019 Träger des Forschungsmuseums Schöningen mit den ausgestellten Speeren ist, und die Senckenberg Gesellschaft für Naturforschung an der Universität Tübingen,  der 2016 die archäologischen Forschungen an der Fundstelle der Schöninger Speere übertragen wurde. Das Museum geht 2025 in die Trägerschaft der Niedersächsischen Landesmuseen Braunschweig über, die es auf eine mögliche Welterbestätte vorbereiten sollen. Mit einer Anerkennung als Welterbestätte wird ab 2030 gerechnet.

## Forschungsgeschichte

### Beginn 1983
1979 setzte im Helmstedter Braunkohlerevier die Erschließung der sechs km² großen Fläche des Tagebaus Schöningen mit einem Süd- und einem Nordfeld ein. Zur Verstromung der geförderten Braunkohle wurde in der Nähe das Kraftwerk Buschhaus errichtet. Auf dessen Bauplatz lag das Erdwerk von Esbeck. Das Bodendenkmal wurde 1982 mit einer Rettungsgrabung vom hannoverschen Institut für Denkmalpflege archäologisch untersucht. Da auf der ausgedehnten Tagebaufläche weitere archäologische Fundstellen zu erwarten waren, initiierte der Archäologe Hartmut Thieme vom Institut für Denkmalpflege mit den Braunschweigischen Kohle-Bergwerken 1983 das Langzeitprojekt der Archäologischen Schwerpunktuntersuchungen im Helmstedter Braunkohlerevier. Dies führte in den folgenden Jahren zur Entdeckung und Dokumentation einer Vielzahl oberflächlicher Fundstellen aus der Jungsteinzeit, der Bronzezeit, der Eisenzeit und dem Mittelalter.

### Speerfunde ab 1994
Im Rahmen der Braunkohlenarchäologie wurden 1992 an der Tagebaukante des Südfeldes unterhalb eiszeitlicher Ablagerungen in 10 bis 15 Meter Tiefe mit der Fundstelle 12 erstmals altpaläolithische Fundschichten entdeckt, was durch tief in den Untergrund einschneidende Schaufelradbagger ermöglicht wurde. Etwa 400 Meter südlich davon wurden 1994 an der Tagebaukante, die als Fundstelle 13 bezeichnet wurde, Tierknochen und ein beidseitig angespitzter Holzstab gefunden. Da hier weitere Funde zu erwarten waren, wurde eine 50 × 60 Meter große Fläche vom Abbau ausgespart. Dadurch entstand ein Grabungssockel, auch als Speersockel bezeichnet, der in das Tagebauloch hineinragt. In diesem Bereich fanden sich die Hinterlassenschaften eines Lagers steinzeitlicher Jäger, die an einem Seeufer vor rund 300.000 Jahren Wildpferde gejagt hatten. Zu den Fundstücken zählten auch die 10 Holzwaffen in Form der Wurfspeere, der Stoßlanze und des Holzstabs.

### Forschungsprojekt ab 2008
2008 entstand in einer Kooperation zwischen dem Niedersächsischen Landesamt für Denkmalpflege in Hannover und der Universität Tübingen das von der Deutschen Forschungsgemeinschaft geförderte Forschungsprojekt Schöningen unter Leitung des Archäologen Nicholas J. Conard. Seither werden die Ausgrabungen von der Universität Tübingen, Abteilung für Ältere Urgeschichte und Quartärökologie, durchführt. An der Aufarbeitung und den Auswertungen der Grabungen forschen weltweit etwa 50 Wissenschaftler in 30 unterschiedlichen Institutionen. Zu den Kooperationspartnern zählen unter anderem die Rijksuniversiteit Leiden (Paläontologie), die Universität Leuphana (Palynologie), das Senckenberg Forschungsinstitut und das Naturmuseum Senckenberg in Frankfurt am Main, die Leibniz Universität Hannover (Geologie), das Labor für quartäre Hölzer Langnau (Holzanatomie) sowie das Römisch-Germanische Zentralmuseum in Mainz.

### Neue Kooperation ab 2016
2016 übertrug das Niedersächsische Ministerium für Wissenschaft und Kultur die seit 1994 anhaltende archäologische Forschung zu den Schöninger Speeren vom Niedersächsischen Landesamt für Denkmalpflege an die Senckenberg Gesellschaft für Naturforschung (SGN) Die Forschungsabgabe wurde damit begründet, dass die Senckenberg Gesellschaft über mehr Expertise zur Steinzeit verfüge und die internationale Sichtbarkeit des Fundortes weiter ausbauen werde. Befürwortern der Forschungsübertragung zufolge sei es Niedersachsen nicht gelungen, die „ältesten Jagdwaffen der Menschheit“ angemessen zu erforschen und zu vermitteln; der große Erfolg sei ausgeblieben.
Grundlage der Forschungszusammenarbeit des Landes Niedersachsen mit der SGN und der Universität Tübingen, die bereits seit 2008 in die Erforschung der Schöninger Speere eingebunden ist, wurde ein am 1. August 2016 geschlossener Kooperationsvertrag. Zur Förderung der nationalen und internationalen Kooperation in Schöningen wurde zugleich ein Wissenschaftlicher Beirat eingerichtet. Die Ausgrabungen werden von einem zehnköpfigen Team im Bereich des Speersockels und des Speerhorizonts Süd fortgesetzt. In der Hauptgrabungszeit unterstützen bis zu 10 Studierende die wissenschaftlichen Ausgrabungen. 2016 erwartete der Grabungsleiter Jordi Serangeli noch weitere wichtige Funde in Schöningen.

### Weitergehende Untersuchungen ab 2020
Von 2020 bis 2023 wurden die Schöninger Speere und andere bearbeitete Holzobjekte mit den neuesten bildgebenden Verfahren untersucht, um mehr über den Herstellungsprozess, die Nutzung und den Fundzusammenhang zu erfahren. Untersucht wurden 187 hölzerne Relikte, darunter zehn Speere und weitere 10 Jagdwaffen, wie Wurfstöcke. 35 untersuchte Holzartefakte wurden wahrscheinlich für die Verarbeitung von Pflanzen oder Tierhäuten hergestellt. Laut den Analysen waren die Gegenstände aus dem Holz von Fichten, Kiefern und Lärchen gefertigt. Die Bäume wurden im Sommer gefällt und stammten Pollenanalysen zufolge aus dem Elm und dem Harz. Aus den Fundgegenständen schließen die Forscher, dass die Fundstelle nicht nur ein Jagd- und Schlachtplatz am Seeufer war, sondern dass die Stelle auch für häusliche Aktivitäten genutzt wurde.
Die Untersuchungen fanden im Rahmen eines interdisziplinären Forschungsprojektes des Niedersächsischen Landesamtes für Denkmalpflege (NLD) sowie der Universitäten Göttingen und Reading statt. Geleitet wurde es von Thomas Terberger vom NLD und Holger Militz von der Abteilung Holzbiologie und Holzprodukte der Universität Göttingen. Eine Förderung erfolgte durch die Deutsche Forschungsgemeinschaft und das Niedersächsische Ministerium für Wissenschaft und Kultur.

## Fundpräsentation

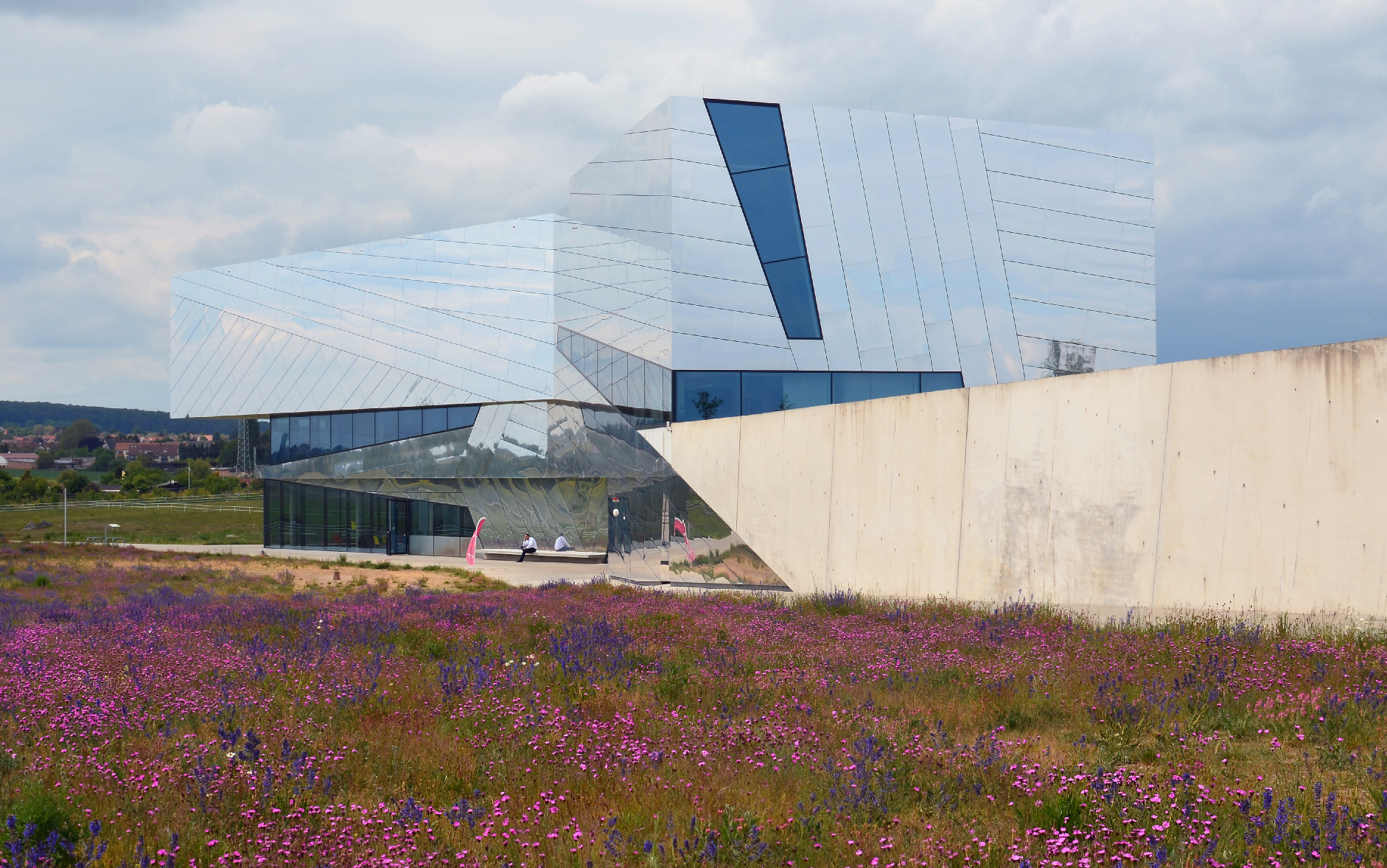
Forschungsmuseum Schöningen

Die Schöninger Speere werden im „Forschungsmuseum Schöningen“ gezeigt, das 2013 unter der Bezeichnung paläon als Besucherzentrum und Museum für die Ausstellung der Jagdwaffen eröffnet wurde. Die unweit der Fundstelle der Speere gelegene Einrichtung widmet sich der interdisziplinären Erforschung der Schöninger Fundstellen sowie der pleistozänen Archäologie und präsentiert in einer erlebnisorientierten Ausstellung die originalen Funde. Landschaftsbiotope, darunter eine Weide mit Wildpferden, veranschaulichen auf dem 34 Hektar großen Außengelände typische Pflanzengesellschaften der Warmzeit. Aufgrund der wirtschaftlichen Schieflage wurde der Betrieb des paläon 2019 eingestellt und das Niedersächsische Landesamt für Denkmalpflege strukturierte das Objekt zum „Forschungsmuseum Schöningen“ um.

## Ausstellungen

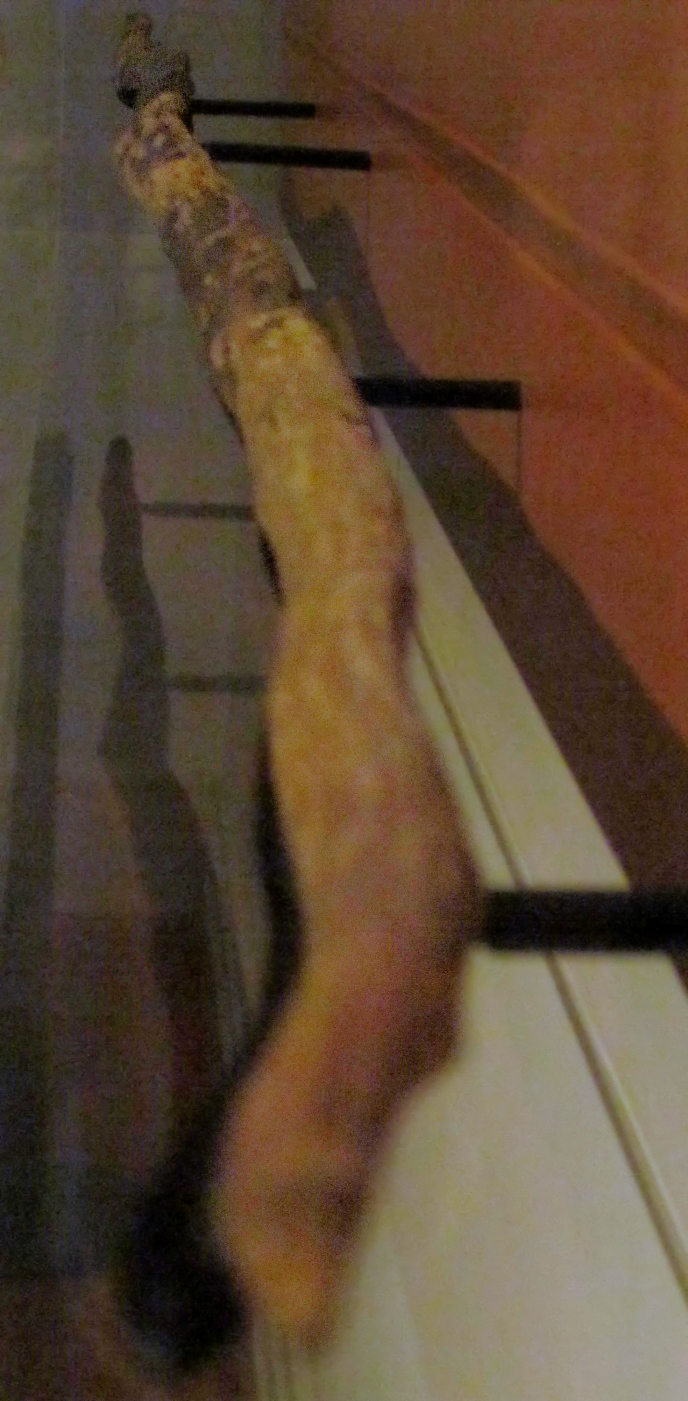
Ein Schöninger Speer in der Ausstellung Bewegte Zeiten. Archäologie in Deutschland

In den Jahren 2007 und 2008 fand mit den Speeren die Niedersächsische Landesausstellung unter dem Titel Die Schöninger Speere – Mensch und Jagd vor 400.000 Jahren im Braunschweigischen Landesmuseum und im Niedersächsischen Landesmuseum Hannover statt.
Vom 21. September 2018 bis 6. Januar 2019 wurde ein Speer in der Ausstellung Bewegte Zeiten. Archäologie in Deutschland in Berlin gezeigt, die aus Anlass des Europäischen Kulturerbejahres 2018 stattfand.